# Рошфор (Франция)
Рошфор (на френски: Rochefort, на окситански: Ròchafòrt) е град и община в Югозападна Франция, пристанище на устието на Шарант. Това е подпрефектура на департамента Шарант Маритим, разположен в административния регион Нова Аквитания (преди 2015: Поату-Шарант).

## География
Рошфор се намира на река Шарант, близо до мястото на вливането ѝ в Атлантическия океан. Това е около 30 km югоизточно от Ла Рошел. От гара Рошфор има железопътни връзки до Ла Рошел, Нант и Бордо.

## История
През декември 1665 г. Рошфор е избран от Жан-Батист Колбер да служи за „убежище, защита и снабдяване“ за френския флот. Арсенал дьо Рошфор служи като военноморска база и корабостроителница до затварянето му през 1926 г.
През септември 1757 г. Рошфор е обект на амбициозна британска атака по време на Седемгодишната война.
Друга инфраструктура на ранния Рошфор от 1766 г. е основаната тук наказателна колония с висока степен на сигурност, включваща тежък труд. По това време подобни колонии са обичайни във военните пристанища и военноморските бази, като Тулон или Брест, защото осигуряват безплатна работна ръка. По време на якобинския период на Френската революция (1790 – 1795 г.) над 800 римокатолически свещеници и други духовници, които отказват да положат антипапската клетва на „Гражданската конституция на духовенството“, са качени на флотилия затворнически кораби в пристанището на Рошфор, където повечето загиват поради нечовешки условия.
Край Рошфор на 17 юли 1815 г. Наполеон Бонапарт се предава на капитан Ф. Л. Мейтланд на борда на HMS „Белерофонт“, слагайки край на „Стоте дни“.
Рошфор е забележителен пример за нов град от XVII век, чийто дизайн и сгради са резултат от политически указ. Причината за изграждането на Рошфор до голяма степен е да осигури, че кралската власт няма да зависи от бунтовния протестантски Ла Рошел, който кардинал Ришельо е принуден да обсади няколко десетилетия по-рано. През ХХ век Рошфор остава предимно гарнизонен град. Туристическата индустрия, която отдавна съществува благодарение на градския спа център, придобива акцент през 90-те години на ХХ век.

## Известни личности
Рошфор е родното място на:
- Луи-Рене Левасор дьо Латуш Тревил (1745 – 1804), френски адмирал;
- Шарл Риго дьо Женуили (1807–1873), френски адмирал, завоевател на Виетнам;
- Пиер Лоти (1850 – 1923), френски военноморски офицер и писател. Къщата му сега е музей;
- Амеде Уилям Мерло-Понти (1866 – 1915), генерал-губернатор на Френска Западна Африка.;
- Ан Декло (1907 – 1998), писателка;
- Морис Мерло-Понти (1908–1961), философ;
- Пиер Салвиак, (роден през 1946 г.), френски журналист, бивш коментатор на ръгби мачове и оттогава полемист.

## Международни отношения
Rochefort е побратимен с:
- Торелавега, Кантабрия, Испания
- Papenburg, Долна Саксония, Германия